# Список птиц Новосибирского Академгородка
Список птиц Новосибирского Академгородка и его окрестностей включает в себя около 300 видов птиц, для которых известны встречи на территории Новосибирского Академгородка и его окрестностей. В окрестности Академгородка включаются территория Ботанического сада, ближайших дач и прочие территории на расстоянии до 15 км от Академгородка. В отдельных случаях учитываются встречи, происшедшие на большем расстоянии. В список включены редкие залетные виды, в том числе и такие, для которых отмечены единичные встречи.

### ОтрядАистообразные, илиГоленастые— Ciconiiformes
- Семейство Аистовые — Ciconiidae
  - Чёрный аист — Ciconia nigra

- Семейство Цаплевые — Ardeidae
  - Большая белая цапля — Egretta alba
  - Серая цапля — Ardea cinerea
  - Большая выпь — Botaurus stellaris
  - Малая выпь, или волчок — Ixobrychus minutus

### ОтрядПеликанообразные, илиВеслоногие— Pelecaniformes
- Семейство Пеликановые — Pelecanidae
  - Кудрявый пеликан — Pelecanus crispus

### ОтрядВоробьинообразные—Passeriformes

#### СемействоЖаворонковые—Alaudidae
- Белокрылый жаворонок — Melanocorypha leucoptera
- Полевой жаворонок — Alauda arvensis
- Рогатый жаворонок — Eremophila alpestris
- Чёрный жаворонок — Melanocorypha yeltoniensis

#### СемействоЛасточковые—Hirundinidae
- Береговушка, или береговая ласточка — Riparia riparia
- Бледная береговушка, или бледная ласточка — Riparia diluta
- Городская ласточка, или воронок — Delichon urbicum
- Деревенская ласточка, или касатка — Hirundo rustica

#### СемействоТрясогузковые—Motacillidae
- Лесной конёк — Anthus trivialis
- Полевой конёк — Anthus campestris
- Пятнистый конёк — Anthus hodgsoni
- Степной конёк — Anthus richardi
- Белая трясогузка — Motacilla alba
- Маскированная трясогузка — Motacilla personata
- Горная трясогузка — Motacilla cinerea
- Желтоголовая трясогузка — Motacilla citreola
- Желтоголовая малая трясогузка — Motacilla werae
- Жёлтая трясогузка — Motacilla flava

#### СемействоКорольковые—Regulidae
- Желтоголовый королёк — Regulus regulus

#### СемействоСвиристелевые—Bombycillidae
- Свиристель, или обыкновенный свиристель — Bombycilla garrulus

#### СемействоКрапивниковые—Troglodytidae
- Крапивник — Troglodytes troglodytes

#### СемействоЗавирушковые—Prunellidae
- Prunella montanella — Сибирская завирушка
- Prunella atrogularis — Черноголовая завирушка

#### СемействоДроздовые—Turdidae

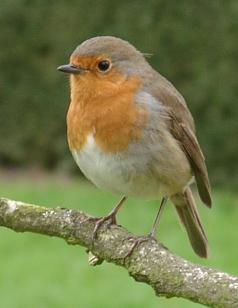
Зарянка (Erithacus rubecula)

- Zoothera sibirica — Сибирский дрозд
- Zoothera dauma — Пёстрый, или земляной, дрозд
- Turdus atrogularis — Чернозобый дрозд
- Turdus merula — Чёрный дрозд
- Turdus pilaris — Рябинник
- Turdus iliacus — Белобровик
- Turdus philomelos — Певчий дрозд
- Turdus viscivorus — Деряба
- Turdus eunomus — Бурый, или тёмный, дрозд
- Saxicola rubetra — Луговой чекан
- Saxicola rubicola — Черноголовый чекан
- Oenanthe oenanthe — Обыкновенная каменка
- Oenanthe isabellina — Каменка-плясунья
- Phoenicurus ochruros — Горихвостка-чернушка
- Phoenicurus phoenicurus — Обыкновенная, или садовая, горихвостка, или горихвостка-лысушка
- Phoenicurus auroreus — Сибирская горихвостка
- Erithacus rubecula — Зарянка, или малиновка
- Luscinia sibilans — Соловей-свистун
- Luscinia luscinia — Обыкновенный, или восточный, соловей
- Luscinia calliope — Соловей-красношейка
- Luscinia svecica — Варакушка
- Luscinia cyane — Синий соловей
- Tarsiger cyanurus — Синехвостка

#### СемействоСверчковые—Locustellidae
- Locustella lanceolata — Пятнистый сверчок
- Locustella naevia — Обыкновенный сверчок
- Locustella certhiola — Певчий сверчок
- Locustella fasciolata — Таёжный сверчок

#### СемействоКамышовковые—Acrocephalidae
- Acrocephalus paludicola — Вертлявая камышевка
- Acrocephalus schoenobaenus — Камышевка-барсучок
- Acrocephalus agricola — Индийская камышевка
- Acrocephalus dumetorum — Садовая камышевка
- Acrocephalus palustris — Болотная, или кустарниковая, камышевка
- Acrocephalus arundinaceus — Дроздовидная камышевка
- Phragmaticola aedon (Acrocephalus aedon) — Толстоклювая камышевка
- Hippolais caligata — Северная бормотушка
- Hippolais icterina — Зелёная пересмешка

#### СемействоПеночковые—Phylloscopidae
- Phylloscopus trochilus — Пеночка-весничка
- Phylloscopus collybita — Пеночка-теньковка
- Phylloscopus sibilatrix — Пеночка-трещотка
- Phylloscopus fuscatus — Бурая пеночка
- Phylloscopus schwarzi — Толстоклювая пеночка
- Phylloscopus proregulus — Корольковая пеночка
- Phylloscopus inornatus — Пеночка-зарничка
- Phylloscopus borealis — Пеночка-таловка
- Phylloscopus trochiloides — Зелёная пеночка

#### СемействоСлавковые—Sylviidae
- Sylvia atricapilla — Славка-черноголовка, или черноголовая славка
- Sylvia borin — Садовая славка
- Sylvia nisoria — Ястребиная славка
- Sylvia communis — Серая славка
- Sylvia curruca — Славка-мельничек, или славка-завирушка

#### СемействоМухоловковые—Muscicapidae
- Muscicapa striata — Серая мухоловка
- Muscicapa sibirica — Сибирская мухоловка, или мухоловка-касатка
- Ficedula hypoleuca — Мухоловка-пеструшка
- Ficedula albicollis — Мухоловка-белошейка
- Ficedula parva — Малая мухоловка

#### СемействоДлиннохвостые синицы—Aegithalidae
- Aegithalos caudatus — Ополовник, или длиннохвостая синица

#### СемействоСиницевые—Paridae
- Parus montanus (Poecile montana) — Пухляк, или буроголовая гаичка
- Parus major — Большая синица
- Parus ater (Periparus ater) — Московка, или чёрная синица
- Parus caeruleus (Cyanistes caeruleus) — Лазоревка, или обыкновенная, или зелёная, лазоревка
- Parus cyanus (Cyanistes cyanus) — Князёк, или белая лазоревка
- Remiz pendulinus — Обыкновенный ремез

#### СемействоПоползневые—Sittidae
- Sitta europaea — обыкновенный поползень

#### СемействоПищуховые—Certhiidae
- Certhia familiaris — Обыкновенная пищуха

#### СемействоИволговые—Oriolidae
- Oriolus oriolus — Иволга

#### СемействоСорокопутовые—Laniidae
- Lanius collurio — Обыкновенный жулан, или сорокопут-жулан
- Lanius cristatus — Сибирский жулан
- Lanius excubitor — Серый сорокопут
- Lanius minor — Чернолобый сорокопут

#### СемействоВрановые—Corvidae
- Perisoreus infaustus — Кукша
- Garrulus glandarius — Сойка
- Pica pica — Сорока

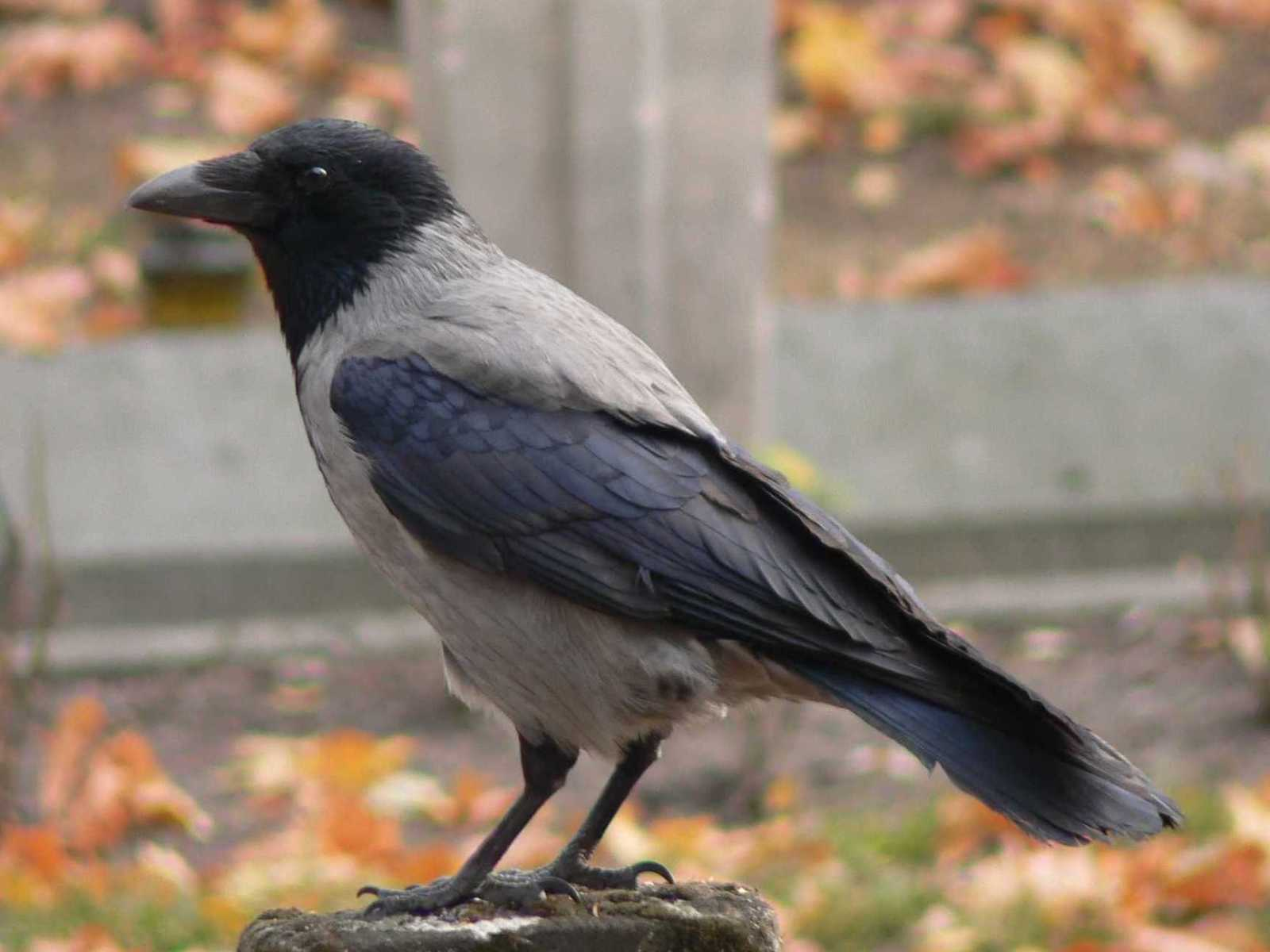
Серая ворона (Corvus cornix)

- Nucifraga caryocatactes — Кедровка
- Corvus monedula — Галка
- Corvus frugilegus — Грач
- Corvus orientalis — Азиатская чёрная ворона (возможно, подвид)
- Corvus cornix — Серая ворона
- Corvus corax — Ворон

#### СемействоСкворцовые—Sturnidae
- Sturnus roseus (Pastor roseus) — Розовый скворец
- Sturnus vulgaris — Обыкновенный скворец

#### СемействоВоробьиные—Passeridae
- Домовый воробей — Passer domesticus
- Полевой воробей — Passer montanus

#### СемействоВьюрковые—Fringillidae
- Fringilla coelebs — Зяблик
- Fringilla montifringilla — Юрок

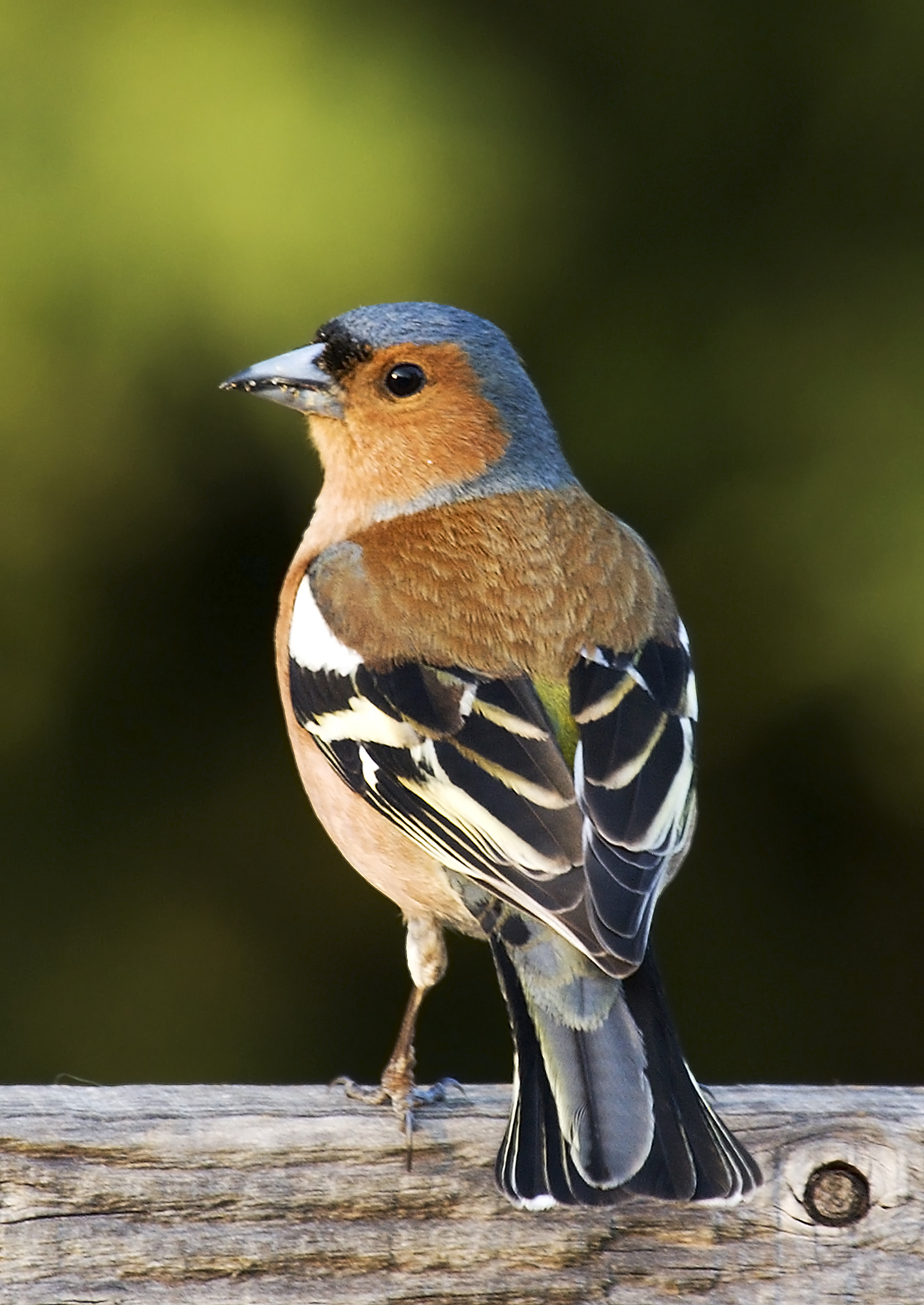
Зяблик (Fringilla coelebs)

- Pinicola enucleator — Обыкновенный щур
- Carpodacus erythrinus — Обыкновенная чечевица
- Carpodacus roseus — Сибирская чечевица
- Loxia pytyopsittacus — Клёст-сосновик
- Loxia curvirostra — Клёст-еловик, или обыкновенный клёст
- Loxia leucoptera — Белокрылый клёст
- Chloris chloris (Carduelis chloris) — Зеленушка, или обыкновенная зеленушка
- Acanthis flammea (Carduelis flammea) — Чечётка, или обыкновенная чечётка
- Acanthis hornemanni (Carduelis hornemanni) — Пепельная (тундряная) чечётка
- Spinus spinus (Carduelis spinus) — Чиж
- Carduelis carduelis — Щегол, или черноголовый щегол
- Acanthis flavirostris (Carduelis flavirostris) — Горная чечётка, или горная коноплянка
- Acanthis cannabina (Carduelis cannabina) — Коноплянка
- Pyrrhula pyrrhula — Обыкновенный снегирь
- Pyrrhula cineracea — Серый снегирь
- Coccothraustes coccothraustes — Обыкновенный дубонос
- Uragus sibiricus — Урагус, или длиннохвостая чечевица, или длиннохвостый снегирь

#### СемействоОвсянковые—Emberizidae

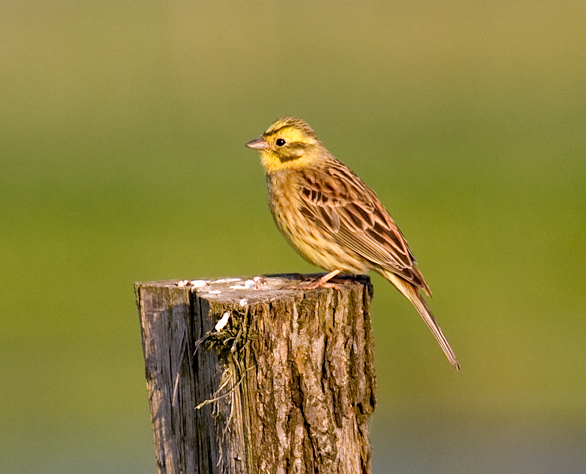
Обыкновенная овсянка (Emberiza citrinella)

- Emberiza citrinella — Обыкновенная овсянка
- Emberiza leucocephalos — Белошапочная овсянка
- Emberiza hortulana — Садовая овсянка
- Ocyris pusillus (Emberiza pusilla) — Овсянка-крошка
- Ocyris chrysophrys (Emberiza chrysophrys) — Желтобровая овсянка
- Ocyris rusticus (Emberiza rustica) — Овсянка-ремез
- Cristemberiza elegans (Emberiza elegans) — Желтогорлая овсянка
- Schoeniclus schoeniclus (Emberiza schoeniclus) — Камышовая, или тростниковая, овсянка
- Calcarius lapponicus — Лапландский подорожник
- Plectrophenax nivalis — Пуночка

### ОтрядГагарообразные— Gaviiformes
- Семейство Гагаровые — Gaviidae
  - Краснозобая гагара — Gavia stellata
  - Чернозобая гагара — Gavia arctica

### ОтрядГолубеобразные— Columbiformes
- Семейство Голубиные — Columbidae
  - Columba livia — сизый голубь
  - Columba oenas — клинтух
  - Columba palumbus — вяхирь, или витютень
  - Streptopelia turtur — обыкновенная горлица
  - Streptopelia orientalis — большая горлица

### ОтрядГусеобразные, илиПластинчатоклювые— Anseriformes
- Семейство Утиные — AnatidaeЛебедь-шипун (Cygnus olor)

- - Cygnus olor — Лебедь-шипун
  - Cygnus cygnus — Лебедь-кликун
  - Anser cygnoides — Сухонос
  - Anser fabalis — Гуменник

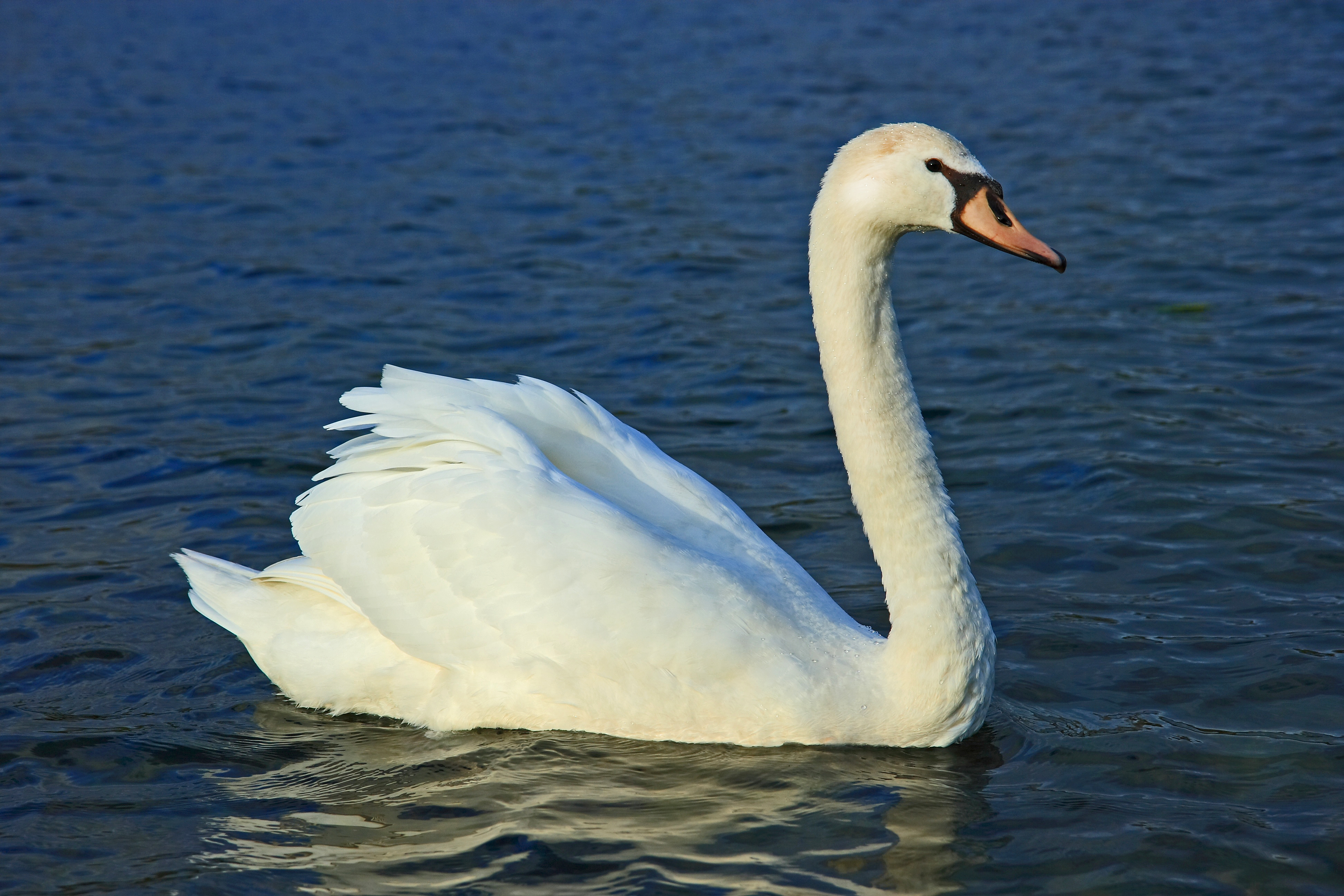
Лебедь-шипун (Cygnus olor)

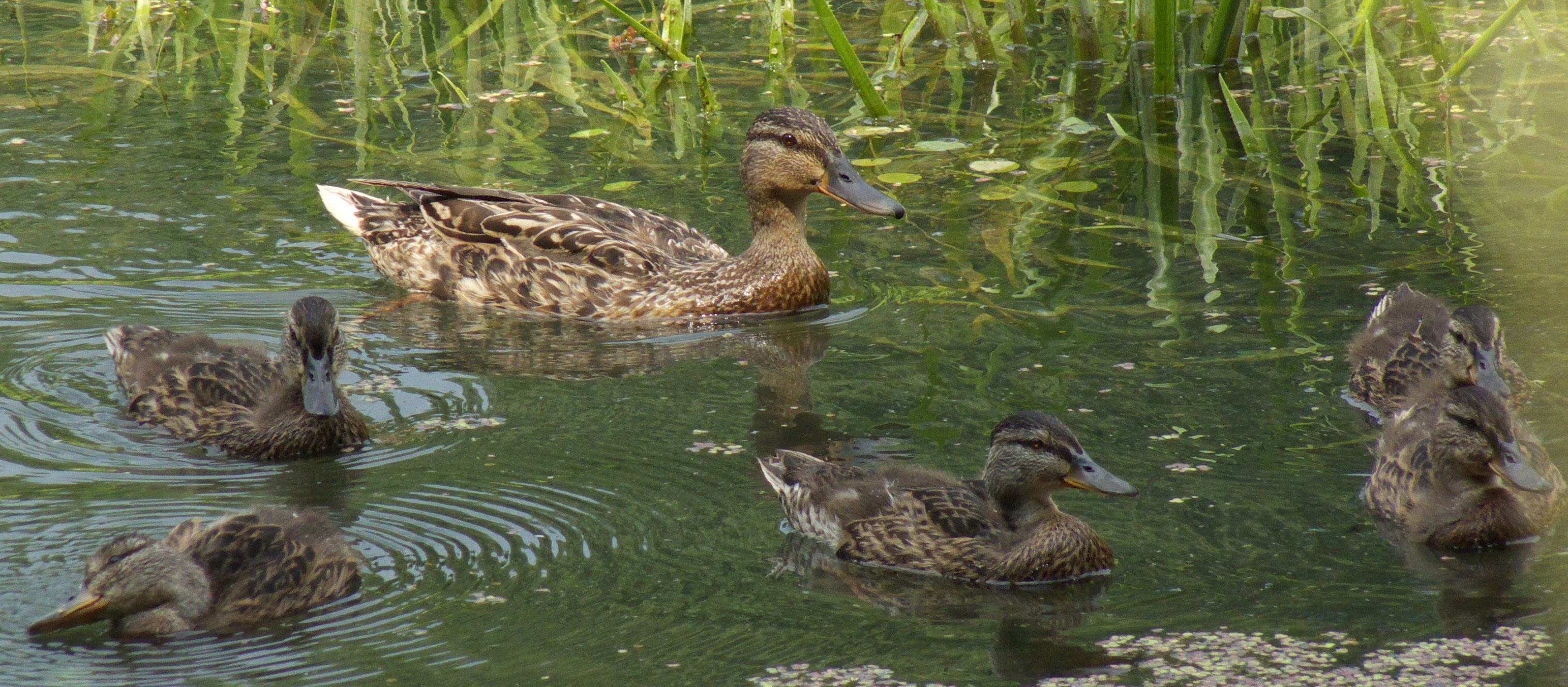
Кряква с утятами в Ботсаду

  - Anser albifrons — Белолобый гусь, или белолобая казарка
  - Anser anser — Серый гусь
  - Branta ruficollis — Краснозобая казарка
  - Tadorna ferruginea — Огарь, или красная утка
  - Tadorna tadorna — Пеганка, или галогаз
  - Anas penelope — Свиязь, или свияга
  - Anas strepera — Серая утка, или серуха, или полукряква
  - Anas crecca — Чирок-свистунок, или свистун, или малый чирок
  - Anas platyrhynchos — Кряква
  - Anas acuta — Шилохвость
  - Anas querquedula — Чирок-трескунок, или храпунок, или сизокрылый чирок
  - Anas clypeata — Широконоска
  - Netta rufina — Красноносый, или красный, нырок
  - Aythya ferina — Красноголовый нырок, или красноголовая чернеть
  - Aythya nyroca — Белоглазый нырок, или белоглазая чернеть
  - Aythya fuligula — Хохлатая чернеть
  - Aythya marila — Морская чернеть, или чернь
  - Melanitta fusca — Турпан, или чёрная утка
  - Bucephala clangula — Гоголь, или дупленка
  - Mergus albellus (Mergellus albellus) — Луток
  - Mergus serrator — Длинноносый, или средний, крохаль
  - Mergus merganser — Большой крохаль

### ОтрядДятлообразные— Piciformes
- Семейство Дятловые — Picidae
  - Jynx torquilla — Вертишейка
  - Dendrocopos minor — Малый, или малый пёстрый, дятел
  - Dendrocopos leucotos — Белоспинный дятел
  - Dendrocopos major — Пёстрый, или большой пёстрый, дятел
  - Picoides tridactylus — Трёхпалый дятел 
  - Dryocopus martius — Желна, или чёрный дятел
  - Picus canus — Седой, или седоголовый, дятел

### ОтрядЖуравлеобразные— Gruiformes
- Семейство Журавлиные — Gruidae
  - Anthropoides virgo — Красавка, или малый журавль
  - Grus grus — Серый журавль

- Семейство Пастушковые — Rallidae
  - Crex crex — Коростель
  - Porzana parva — Малый погоныш
  - Porzana pusilla — Погоныш-крошка
  - Porzana porzana — Погоныш

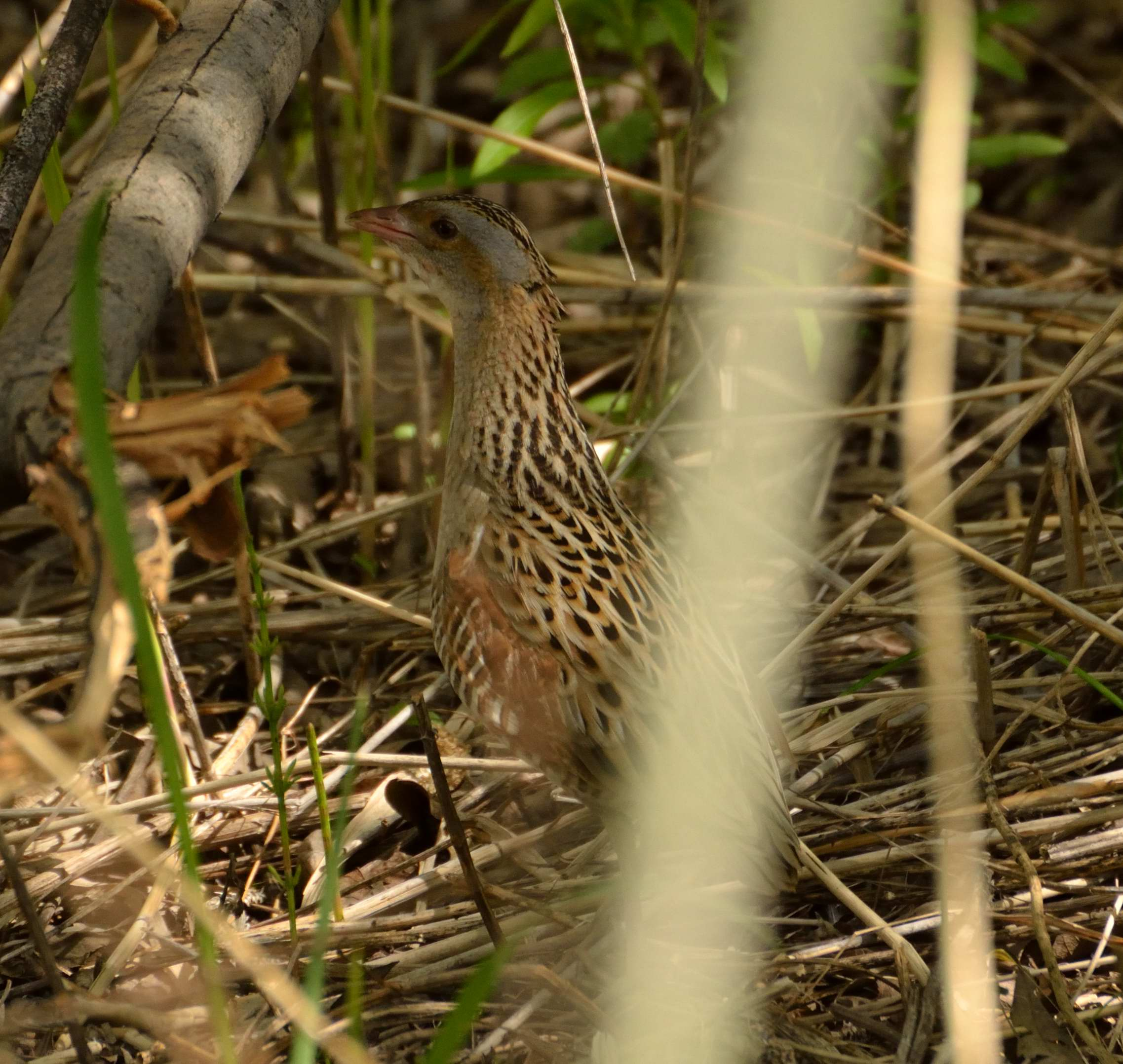
Коростель (Бердск)

  - Porzana paykullii — Большой погоныш
  - Gallinula chloropus — Камышница, или водяная курочка
  - Fulica atra — Лысуха

### ОтрядКозодоеобразные— Caprimulgiformes
- Семейство Настоящие козодои — Caprimulgidae
  - Caprimulgus europaeus — обыкновенный козодой

### ОтрядКукушкообразные— Cuculiformes
- Семейство Кукушковые — Cuculidae
  - Cuculus canorus — обыкновенная кукушка
  - Cuculus saturatus — глухая кукушка

### ОтрядКурообразные— Galliformes
- Семейство Фазановые — Phasianidae
  - Falcipennis falcipennis — Дикуша
  - Lagopus lagopus — Белая куропатка
  - Tetrao urogallus — Глухарь
  - Lyrurus tetrix (Tetrao tetrix) — Тетерев-косач
  - Tetrastes bonasia — Рябчик
  - Perdix perdix — Серая куропатка
  - Coturnix coturnix — Перепел

### ОтрядПоганкообразные— Podicipediformes
- Семейство Поганковые — Podicipedidae
  - Красношейная поганка — Podiceps auritus
  - Серощекая поганка — Podiceps grisegena
  - Черношейная поганка — Podiceps nigricollis
  - Чомга, или большая поганка — Podiceps cristatus

### ОтрядПтицы-носороги— Bucerotiformes
- Семейство Удодовые — Upupidae
  - Удод — Upupa epops

### ОтрядРакшеобразные— Coraciiformes
- Семейство Зимородковые — Alcedinidae
  - Обыкновенный, или голубой, зимородок — Alcedo atthis

### ОтрядРжанкообразные— Charadriiformes
- Семейство Кулики-сороки — Haematopodidae
  - Haematopus ostralegus — Кулик-сорока

- Семейство Авдотковые, или Авдотки — Burhinidae
  - Burhinus oedicnemus — Авдотка

- Семейство Тиркушковые — Glareolidae
  - Glareola nordmanni — Степная тиркушка

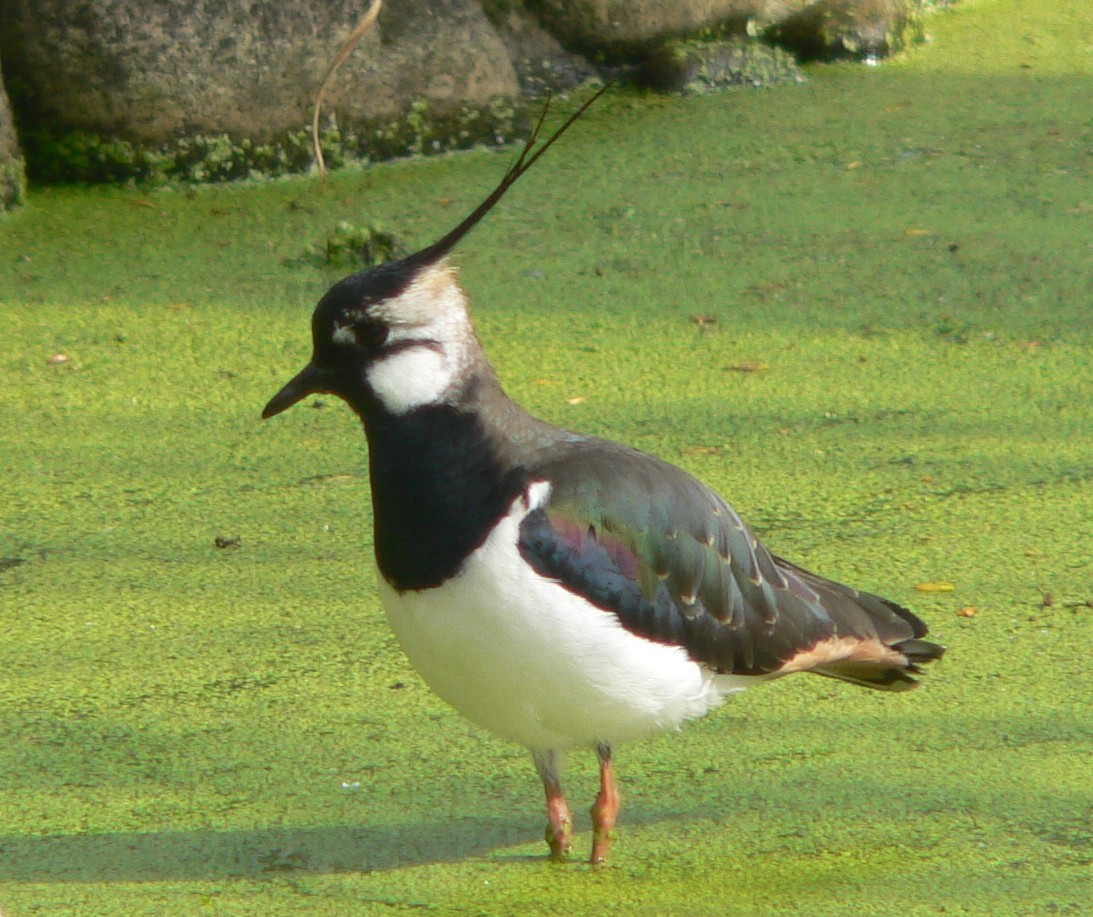
Чибис (Vanellus vanellus)

- Семейство Ржанковые — Charadriidae
  - Vanellus vanellus — Чибис

- - Venellochettusia leucura (Vanellus leucurus) — Белохвостая пигалица
  - Pluvialis fulva — Бурокрылая, или азиатская бурокрылая, ржанка
  - Pluvialis apricaria — Золотистая ржанка
  - Pluvialis squatarola — Тулес
  - Charadrius hiaticula — Галстучник
  - Charadrius dubius — Малый зуёк, или малый галстучник
  - Eudromias morinellus (Charadrius morinellus) — Хрустан
  - Arenaria interpres — Камнешарка

- Семейство Бекасовые — Scolopacidae
  - Scolopax rusticola — Вальдшнеп
  - Lymnocryptes minima — Гаршнеп
  - Gallinago solitaria — Горный дупель, или бекас-отшельник
  - Gallinago megala — Лесной дупель
  - Gallinago media — Дупель
  - Gallinago gallinago — Бекас
  - Limnodromus semipalmatus — Азиатский бекасовидный веретенник
  - Limosa limosa — Большой веретенник
  - Numenius phaeopus — Средний кроншнеп
  - Numenius arquata — Большой кроншнеп
  - Numenius madagascariensis — Дальневосточный кроншнеп
  - Xenus cinereus — Мородунка
  - Actitis hypoleucos — Перевозчик
  - Tringa ochropus — Черныш
  - Tringa erythropus — Щёголь
  - Tringa nebularia — Большой улит
  - Tringa stagnatilis — Поручейник
  - Tringa glareola — Фифи
  - Tringa totanus — Травник
  - Calidris minuta — Кулик-воробей
  - Calidris temminckii — Белохвостый песочник
  - Calidris ferruginea — Краснозобик
  - Calidris alpina — Чернозобик
  - Calidris alba — Песчанка
  - Philomachus pugnax — Турухтан
  - Phalaropus lobatus — Круглоносый плавунчик

- Семейство Чайковые — Laridae
  - Larus canus — Сизая чайка
  - Larus argentatus — Барабинская чайка
  - Larus ridibundus — Озёрная чайка
  - Larus minutus — Малая чайка
  - Chlidonias niger — Чёрная крачка
  - Chlidonias leucopterus — Белокрылая крачка
  - Gelochelidon nilotica — Чайконосая крачка
  - Sterna hirundo — Речная крачка
  - Sterna albifrons (Sternula albifrons) — Малая крачка

### ОтрядСовообразные— Strigiformes
- Семейство Совиные — Strigidae
  - Otus scops — Сплюшка
  - Bubo bubo — Филин
  - Nyctea scandiaca (Bubo scandiacus) — Белая сова
  - Strix uralensis — Длиннохвостая, или уральская, неясыть
  - Strix nebulosa — Бородатая неясыть
  - Surnia ulula — Ястребиная сова
  - Glaucidium passerinum — Воробьиный сыч, или сыч-воробей
  - Athene noctua — Домовый сыч
  - Aegolius funereus — Мохноногий сыч
  - Asio otus — Ушастая сова
  - Asio flammeus — Болотная сова

### ОтрядСоколообразные— Falconiformes
- Семейство Соколиные — Falconidae
  - Falco tinnunculus — Обыкновенная пустельга
  - Falco vespertinus — Кобчик
  - Falco columbarius — Дербник
  - Falco cherrug — Балобан
  - Falco rusticolus — Кречет
  - Falco peregrinus — Сапсан
  - Falco subbuteo — Чеглок

### ОтрядСтрижеобразные— Apodiformes
- Семейство Стрижиные, или Стрижи — Apodidae
  - Apus apus — чёрный стриж
  - Apus pacificus — белопоясный стриж

### ОтрядЯстребообразные—  Accipitriformes
- Семейство Скопиные — Pandionidae
  - Pandion haliaetus — Скопа
- Семейство Ястребиные — AccipitridaeЧерный коршун (Milvus migrans)

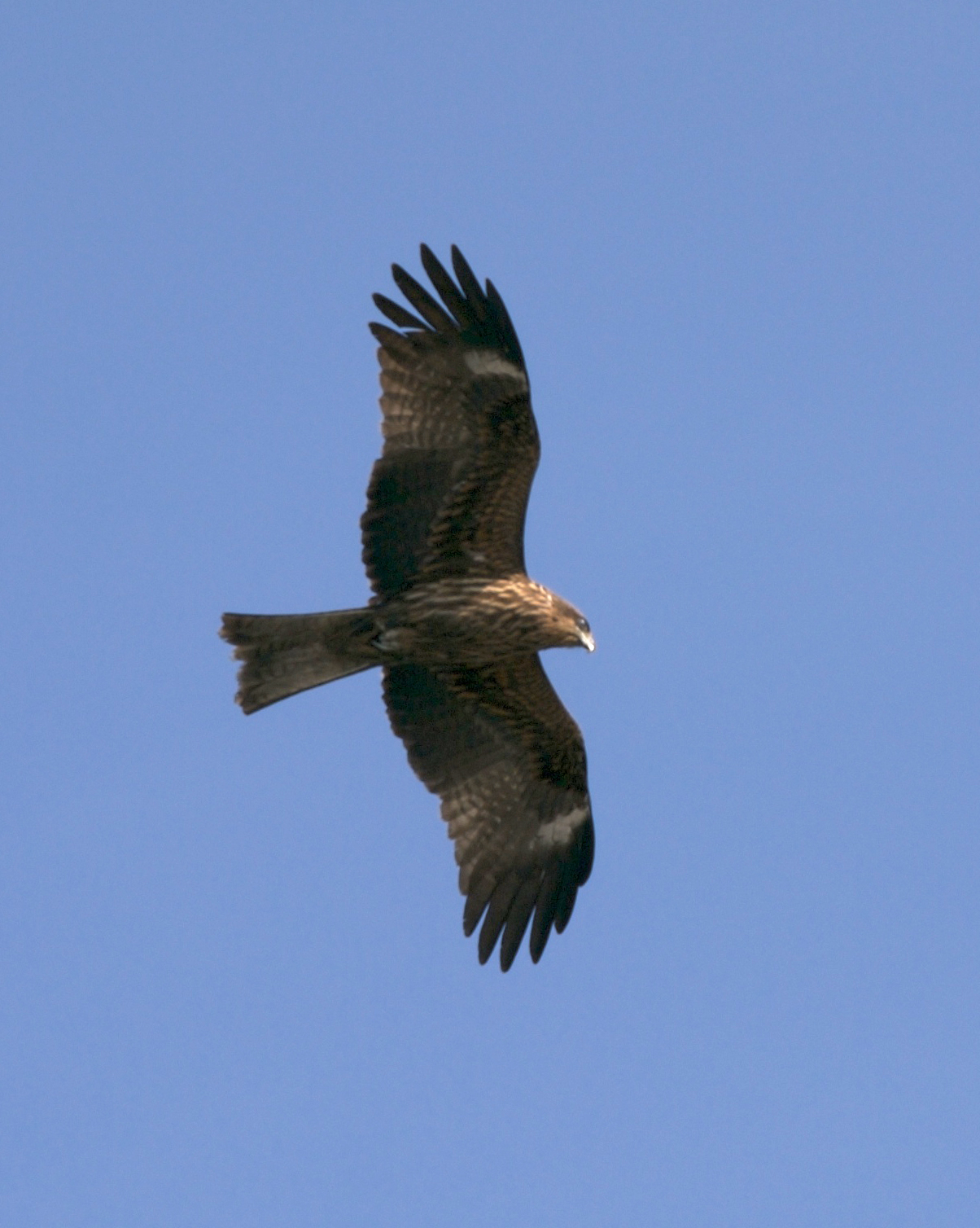
Черный коршун (Milvus migrans)

  - Pernis apivorus — Обыкновенный осоед
  - Pernis ptilorhynchus — Хохлатый осоед
  - Milvus migrans — Чёрный коршун
  - Haliaeetus albicilla — Орлан-белохвост
  - Circaetus gallicus — Змееяд
  - Circus aeruginosus — Болотный, или камышовый, лунь
  - Circus cyaneus — Полевой лунь
  - Circus macrourus — Степной лунь
  - Circus pygargus — Луговой лунь
  - Accipiter nisus — Перепелятник, или малый ястреб
  - Accipiter gentilis — Тетеревятник, или большой ястреб
  - Buteo buteo — Канюк, или обыкновенный канюк, или сарыч
  - Buteo lagopus — Зимняк, или мохноногий канюк
  - Aquila clanga — Большой подорлик
  - Aquila nipalensis — Степной орёл
  - Aquila heliaca — Могильник
  - Aquila chrysaetos — Беркут
  - Hieraaetus pennatus (Aquila pennata) — Орёл-карлик